# Samuel Llorca Ripoll
Samuel Llorca Ripoll (Alicante, 26 aprile 1985) è un ex calciatore spagnolo, di ruolo difensore.

## Carriera
Dopo la stagione passata giocando tra le riserve dell'Hercules B, passa in prestito in Tercera División nel Guardamar. Di ritorno all'Hercules il giocatore viene acquistato dall'Elche. Samuel Llorca comincia la sua nuova carriera nella squadra delle riserve in terza divisione. Ha esordito nella prima squadra in Segunda División il 9 giugno 2007 in Elche-CD Castellón (1-0).
Nella stagione 2007-2008 colleziona 30 presenze e un gol. Nel novembre del 2007 il difensore rinnova il suo contratto fino al 2012.
Nel 2011 rescinde il suo contratto con Elche per unirsi alla formazione dell'Hercules appena retrocessa in Segunda División.
Nel luglio 2012 viene acquistato dal Celta Vigo per la cifra di 500.000 euro.